# Sesamia sokutsuana
Sesamia sokutsuana är en fjärilsart som beskrevs av Embrik Strand 1920. Sesamia sokutsuana ingår i släktet Sesamia och familjen nattflyn. Inga underarter finns listade i Catalogue of Life.